# Pseudosmittia mediocarinata
Pseudosmittia mediocarinata är en tvåvingeart som beskrevs av Caspers och Reiss 1989. Pseudosmittia mediocarinata ingår i släktet Pseudosmittia och familjen fjädermyggor.
Artens utbredningsområde är Turkiet. Inga underarter finns listade i Catalogue of Life.